# Lismore (Waterford)
Lismore es una ciudad del condado de Waterford, en la provincia de Munster, al sureste de Irlanda. Se encuentra a una altitud de 83 metros, y tenía una población en el año 2016, de unos 1300 habitantes.
Es principalmente famosa por incluir en sus inmediaciones el castillo de Lismore, donde vivió Lord Charles Arthur Francis Cavendish con su mujer, la bailarina y actriz Adele Astaire, hermana de Fred Astaire.